# Roztańczone dziewczyny
Roztańczone dziewczyny (ang. Les Girls) – amerykański film z 1957 roku w reżyserii George'a Cukora. 